# Boudin blanc
Pour les articles homonymes, voir Boudin.

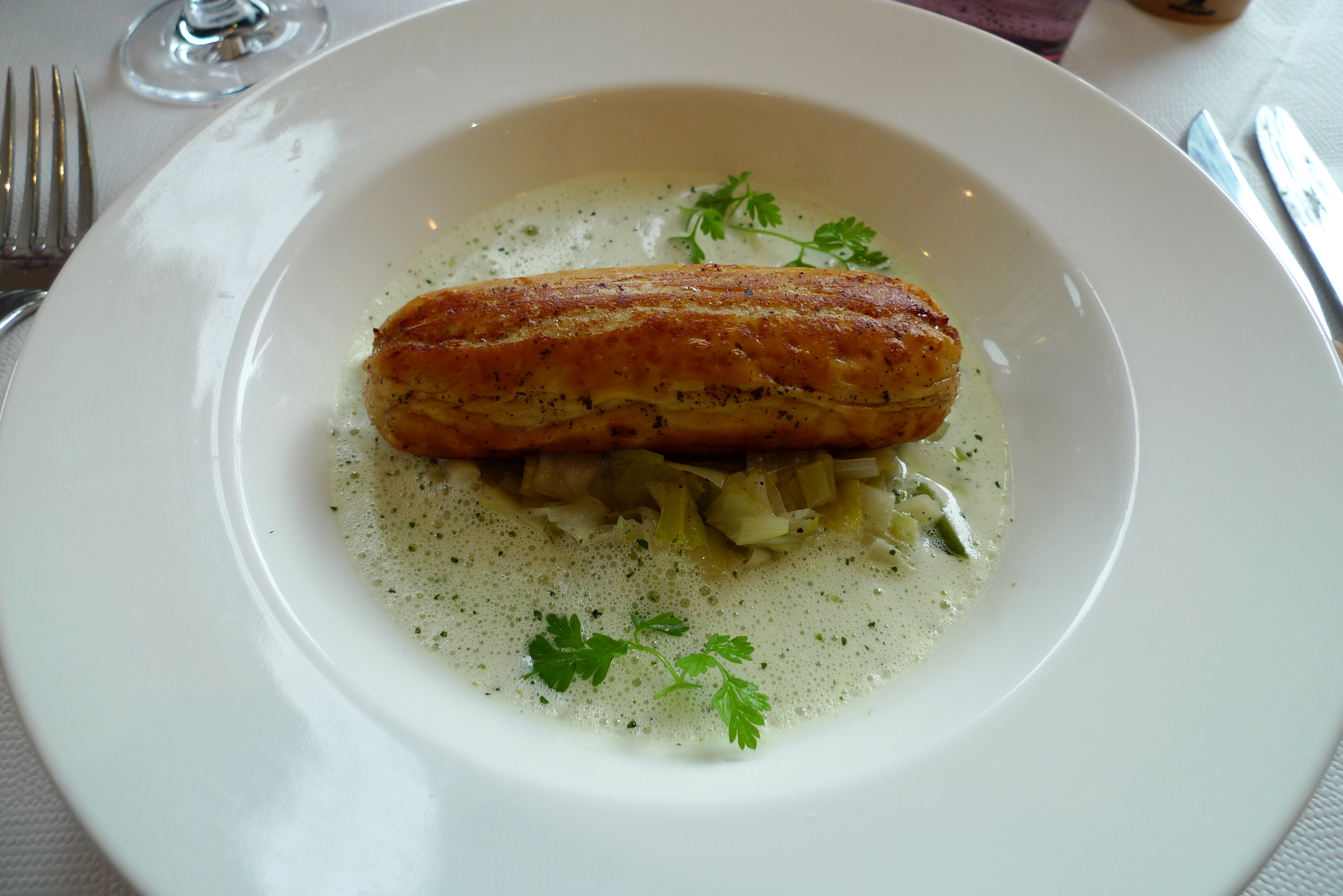
Boudin blanc à Londres.

Le boudin blanc est une préparation charcutière comprenant une viande blanche, cuite, enserrée dans un boyau,.
Le boudin blanc se mange froid ou chaud (poêlé ou grillé), cuit « nu » dans du beurre ou avec son boyau. Certaines variétés épicées conviennent pour le barbecue.

## Origine

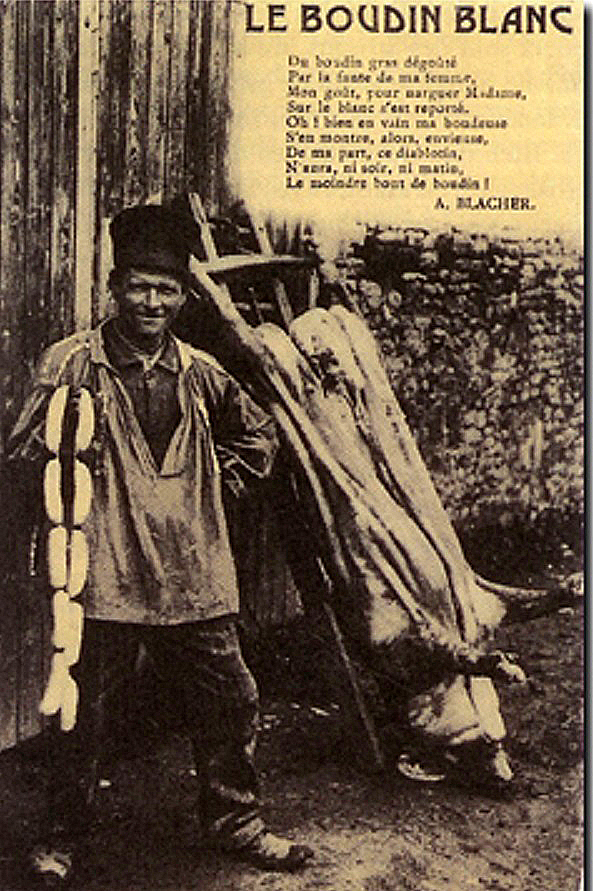
À la gloire du boudin blanc, carte postale du début du XXe siècle.

Le boudin blanc est sous sa forme actuelle au moins depuis le XVIIe siècle. Il semble pourtant remonter au Moyen Âge où l'on avait l'habitude de manger avant le repas de Noël une bouillie faite de lait, de mie de pain, de graisse, de fécule, et parfois de morceaux de jambon ou de volaille bouillis. Mais ce n'est qu'au siècle des Lumières qu'un cuisinier, resté anonyme, eut l'idée de servir cette préparation en la rendant plus consistante, dans du boyau de porc afin qu'elle soit digne d'être servie à des tables nobles lors du repas de Noël.
François Massialot, au début du xviiie siècle, en donne la recette suivante : 
(Massialot, 1705) "Il faut prendre un Dindon rôti ; si l'on en veut faire beaucoup, ayez aussi un Chapon : prenez les deux estomacs,  hachez-les proprement. Coupez ensuite de la pane de Cochon fort mince, & mettez le tout dans une casserole avec deux oignons cuits sous la braise, qu'il faut piler, & un peu de fines herbes, & du persil. Assaisonnez-Ie des épiceries ordinaires, & ajoûtez-y deux ou trois blancs d'œufs foüetez : ensuite, prenez une pinte de lait, avec une douzaine de jaunes d'oeufs, que vous délayez bien en-semble, & que vous faites cuire sur le fourneau comme une crême, prenant, garde qu'il ne tourne. Il faut mêler le tout ensemble, & le faire chauffer un peu : il faut prendre garde que vôtre farce ne soit point trop liquide ; ensuite ayez des boyaux de Cochon, échaudez- les, & les ratissez bien net : après cela vous prendrez vôtre hachis & l'entonnerez dans vos boyaux, & lierez vos boudins par les deux bouts, de la longueur que vous les voudrez : & à mesure que vous les remplirez, vous piquerez tant soit peu pour en faire sortir le vent. Vous les ferez  blanchir dans un peu d'eau, un peu de lait, & quelques tranches d'oignons ; & les ayant tirez sur une serviette propre, vous les laisserez refroidir. Pour les servir il les faut griller sur du papier avec un feu mediocre, de peur qu'ils ne crevent ; y mettre un peu de sain-doux ou autre graiffe, & servir chaudement pour entree."
C'est la baronne de Staffe, dans son ouvrage, La Maîtresse de maison, qu'elle fit paraître en 1892, qui révèle ce fait.

## Fabrication

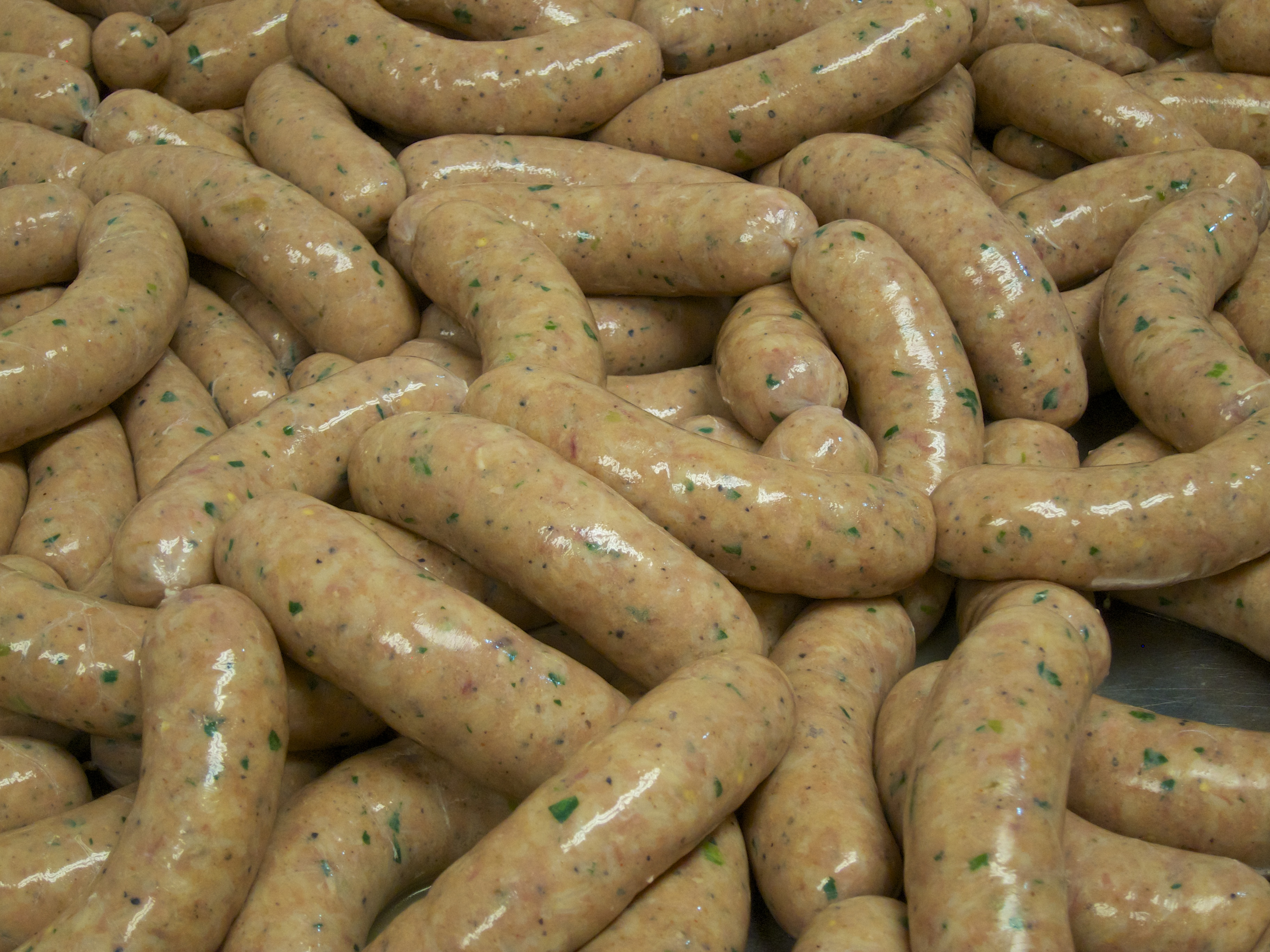
Boudin blanc truffé.

### Ingrédients de base
Le hachis est fait de viande blanche, de gras de porc (poitrine) ou de veau, parfois de poisson, de lait, d’œufs, de crème, de farine ou de mie de pain et d’épices, mis dans un boyau et cuit,. Le boudin blanc « classique », de porc, de veau, ou de volaille, est présenté en portion de 12 à 15 cm. Il est embossé dans des boyaux de porc.

### Ingrédients complémentaires
Il existe de nombreuses variétés de boudin blanc, avec des choux, poireaux, raisins, noix, truffes, cèpes ou morilles. Ces variétés sont disponibles pour certaines fêtes.

### Préparation
Le boudin blanc est fait à base de viande blanche. Il est généralement préparé selon les proportions de 70 % de maigre et de 30 % de gras. La fabrication de la mêlée consiste à mettre ensemble tous les ingrédients dans une machine appelée un « cutter », afin de les malaxer pour faire une préparation homogène. La viande, préalablement assaisonnée (sel, poivres et échalotes), passe en premier puis on ajoute les œufs. Le tout est malaxé et haché jusqu'à obtenir un grain assez fin. C'est alors qu'est incorporé le lait. C'est la fin du malaxage.
Pour les boudins blancs truffés ou forestiers, la garniture est ajoutée à ce moment-là. La mêlée est prête à être embossée dans le boyau. Elle se pratique dans un poussoir qui va torsionner automatiquement les boudins. La dernière étape est la cuisson dans de l'eau non salée, chauffée à 90 °C pendant une vingtaine de minutes.  Le refroidissement se fait immédiatement en plongeant les boudins dans une bassine d'eau froide afin qu'ils restent bien blancs. Jadis, les boudins sortis de leur bain de refroidissement devaient longuement s'égoutter sur des clayettes en bois. Actuellement, ils sont accrochés sur des chariots métalliques, évaporés puis mis pendant quinze minutes dans des réfrigérateurs dont la température varie entre – 3 et - 10 °C.

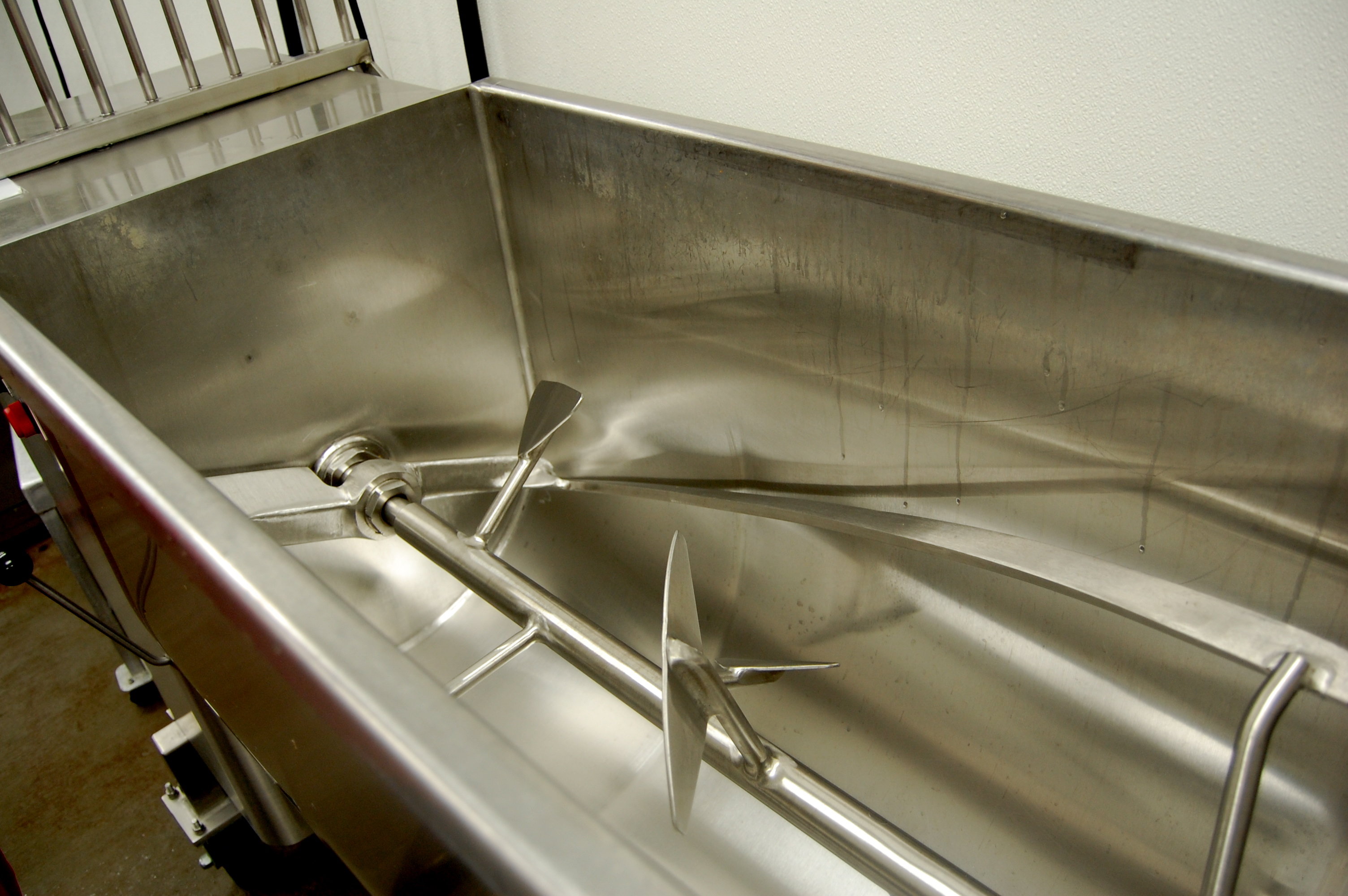
Le cutter.
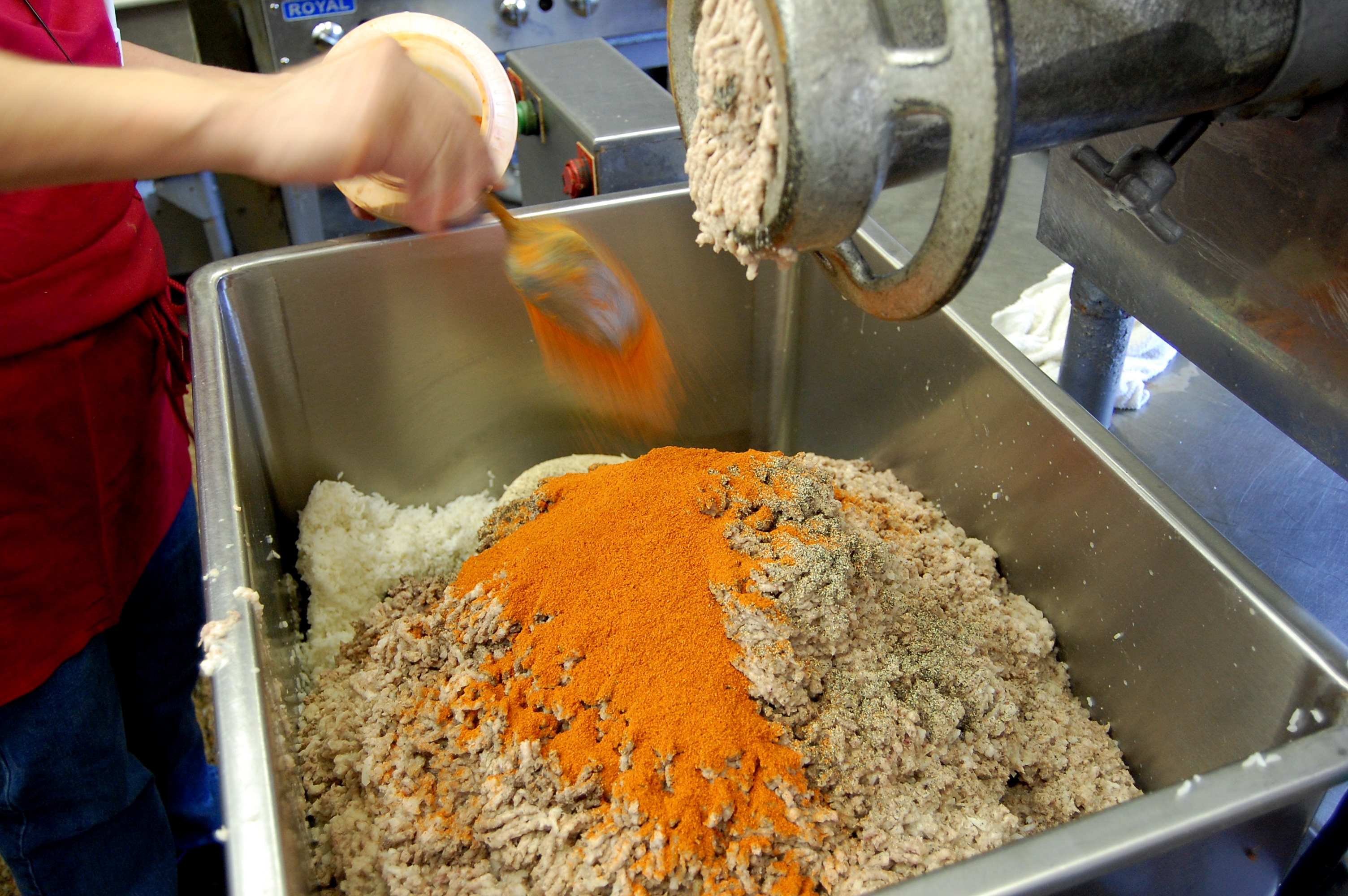
Ajout des ingrédients.
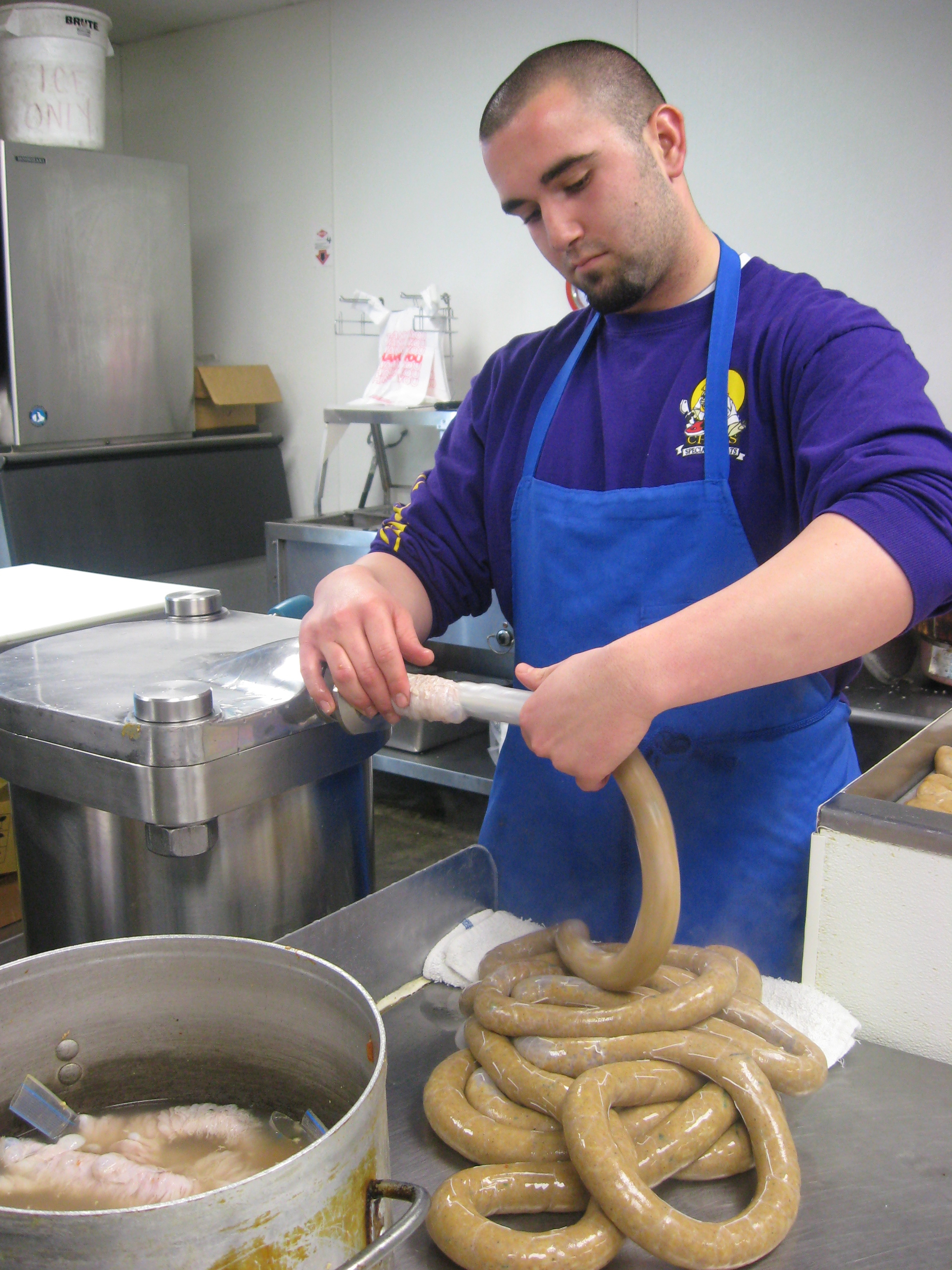
Mise du boudin blanc en boyau.
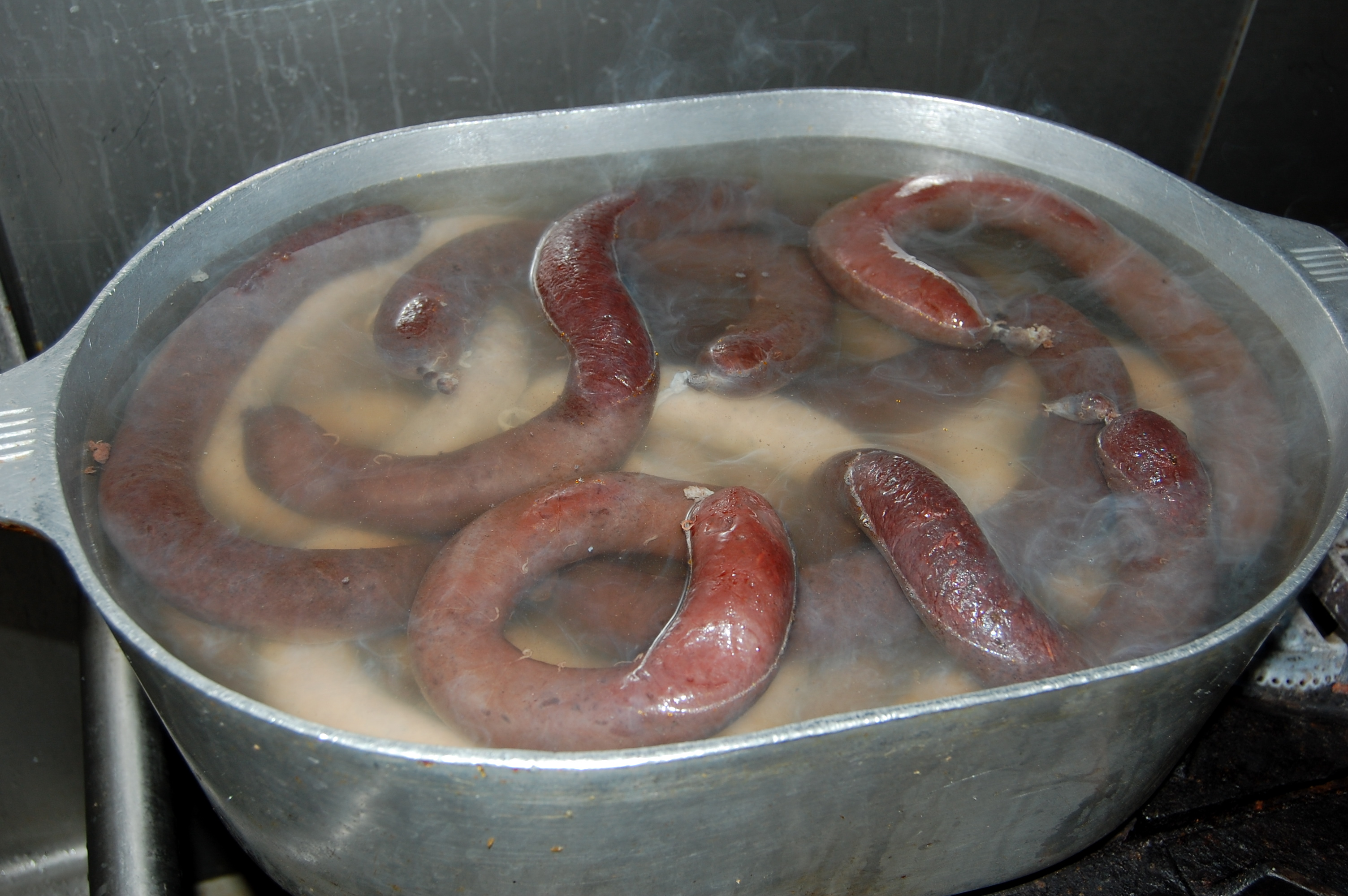
Cuisson conjointe de boudins noirs et blancs.

## Spécialités et variantes régionales
Le boudin blanc est fabriqué dans de nombreuses régions belges et françaises ; il est une spécialité culinaire de Liège en Belgique, de Rethel et d'Essay en France. Les variantes suivantes existent : 
- le boudin blanc catalan, dans les Pyrénées-Orientales, contient des œufs[2] ;
- le boudin blanc havrais, de couleur jaune clair, est sans maigre de porc, avec du gras de porc, du lait, des œufs, de la mie de pain et de la farine. Une recette inventée, dit-on, par les moines privés de viande le vendredi[2] ;
- le melsát, genre de boudin blanc paysan de l'Aveyron et du Tarn, a une longueur de 3,5 à 4 cm, est dans du boyau de bœuf[2] ;

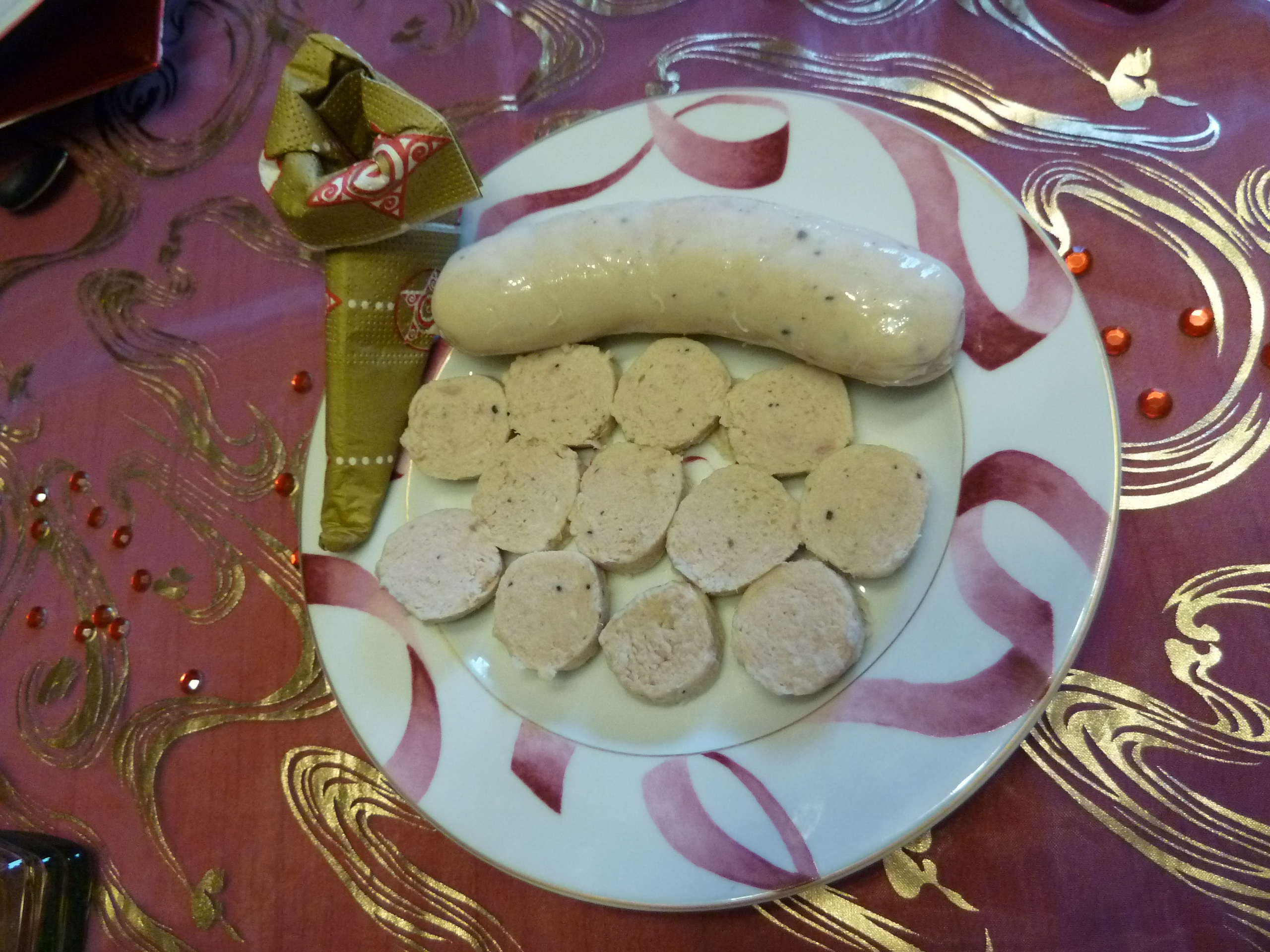
Boudin blanc de Rethel truffé.

- le boudin à la Richelieu, à la volaille, éventuellement truffé, est dans une crépine de porc[2] ;
- le boudin blanc de Rethel (Ardennes), titulaire d’une indication géographique protégée (IGP)[6], est fabriqué sans produit amylacé[2] ;
- la bougnette de Castres (Tarn), avec du porc et des œufs, est emballée dans une crépine et cuite au four[2] ;
- le coudenou de Mazamet (Tarn), est avec moitié couennes et panade d’œufs[2].
- le blanquicos spécialité pied-noir, contient des œufs.
- le boudin blanc antillais au poisson
- le boudin blanc aux airelles
- le boudin blanc de Liège
- le boudin blanc d'Essay
- le boudin blanc de Toulouse
- le boudin blanc du Quercy